# Tunnel des Batignolles
Pour les articles homonymes, voir Batignolles.
Le tunnel des Batignolles est un tunnel ferroviaire, situé à Paris dans le 17e arrondissement. Situé sur les voies de Paris-Saint-Lazare dans le quartier des Batignolles, il est long de 321 mètres.
Construit par phases successives entre 1837 et 1909, composé de quatre galeries parallèles, il sera démoli entre 1923 et 1925 et remplacé par une tranchée ouverte. Seule la galerie située sous la rue de Rome, la plus récente, sera alors conservée.

## Histoire

### La construction des galeries
En 1837, le chemin de fer de Paris à Saint-Germain-en-Laye est mis en service. À la sortie de l'embarcadère de l'Ouest, alors situé au niveau de la place de l'Europe, les voies doivent passer sous la commune des Batignolles-Monceau dans un secteur déjà assez densément peuplé. Le tunnel commence légèrement avant le boulevard des Batignolles (qui marque alors la limite de Paris à l'époque) et finit après la rue La Condamine en passant sous la rue des Dames. Lors de la construction de la ligne de Paris à Rouen au début des années 1840, une seconde galerie est creusée,. En 1865, une 3 ème galerie est construite à l'Est des deux premières.
Dans les années 1890, le tunnel apparait déjà comme une gêne et il est proposé de le démolir. La destruction du tunnel nécessite toutefois la démolition de nombreux immeubles situés à proximité et le projet n'est pas exécuté pour des raisons budgétaires,. En 1909, une quatrième galerie est construite à l'Ouest sous la rue de Rome pour permettre le passage de la ligne d'Auteuil.

### La destruction de trois des quatre galeries
En 1912, la direction des Chemins de fer de l'État, après plusieurs années d'études, décide de supprimer les 3 galeries du tunnel, à l'exception de la galerie récemment percée sous la rue de Rome. Un concours est lancé à cet effet,. Le projet est complexe car les travaux doivent être exécutés sans entraver ni la circulation des trains, ni celle des métros de la ligne 2 qui passent juste au-dessus des 3 galeries du tunnel. Un projet détaillé avec des plans est approuvé par décision ministérielle du 12 octobre 1914, mais du fait de la Première Guerre mondiale, il n'est pas mené à bien.

### Accident ferroviaire
Le 5 octobre 1921, un train quittant la gare Saint-Lazare entre en collision avec un autre train le précédant, dans la galerie dite de Versailles (celle percée en 1865). L'éclatement du réservoir de gaz d'une des voitures tamponnées, provoque un incendie, dans lequel meurent 28 personnes. En conséquence, le ministre ordonne immédiatement la suppression des 3 galeries composant ce tunnel. L'ordre est confirmé par la décision ministérielle du 5 décembre 1921. Les travaux préparatoires débutent dès le 17 octobre 1921. Les travaux de destruction de trois des galeries du tunnel - la galerie sous la rue de Rome étant conservée, commencent en 1922 et s’achèvent en 1926. L'ancien tunnel et ses 3 galeries est remplacé par une tranchée ouverte de huit voies, dite « des Batignolles » contre six dans les galeries de l'ancien tunnel démoli.
La ligne de métro n° 2 et le boulevard des Batignolles sont rétablis, avec la pose d'un pont métallique franchissant la tranchée ferroviaire.

## Caractéristiques
Le tunnel composé de 4 galeries à pour caractéristiques :
- longueur : 321 m ;
- largeur des galeries :
  - 7,4 m pour les galeries  nos 1 et 2, dite de Saint-Germain et Argenteuil[12] ;
  - 8 m pour la galerie no 3, dite de Versailles[12] où a eu lieu l'accident ;
  - 8,5 m pour la galerie no 4, dite d'Auteuil[12] ;
- hauteur des 4 voûtes : environ 6 m au-dessus du niveau des rails ;
- l'intrados était à 7 m au-dessous de la rue de Rome.

À l'origine, cinq lignes de chemin de fer empruntaient le tunnel :
- celle de Paris à Versailles-Rive-Droite (dit « groupe II ») ;
- celle de Paris à Saint-Germain-en-Laye (dit « groupe III ») ;
- celle de Paris à Ermont - Eaubonne (dit « groupe IV ») ;
- celle de Paris au Havre (dit « groupe V ») ;
- celle de Paris à Mantes-Station par Conflans-Sainte-Honorine (dit « groupe VI »).

Il ne reste plus que celle du groupe II qui emprunte la dernière galerie restante sous la rue de Rome.

Entrées du tunnel
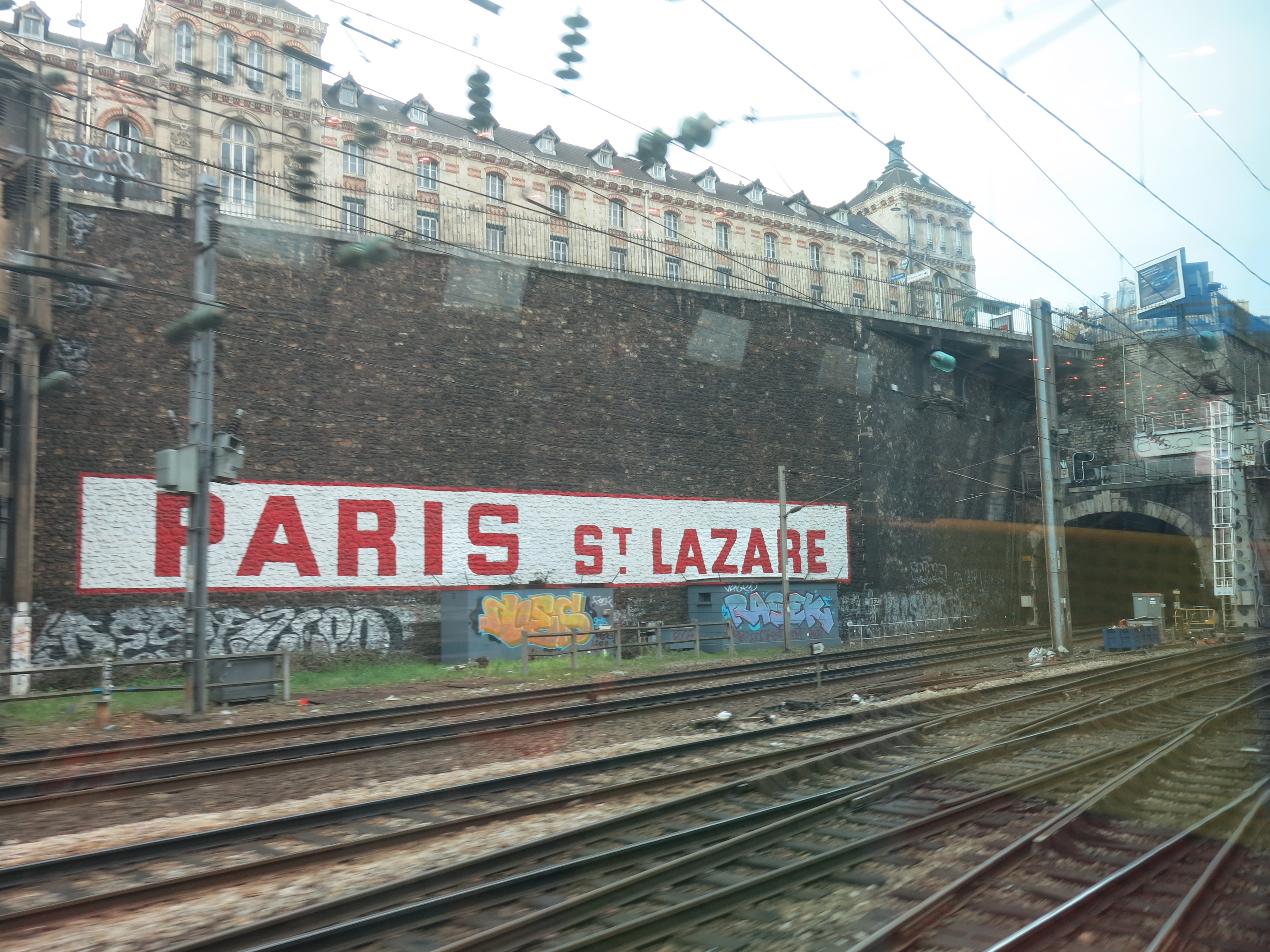
Entrée Sud de la dernière galerie du tunnel (groupe II) sous la rue de Rome (côté Saint-Lazare).
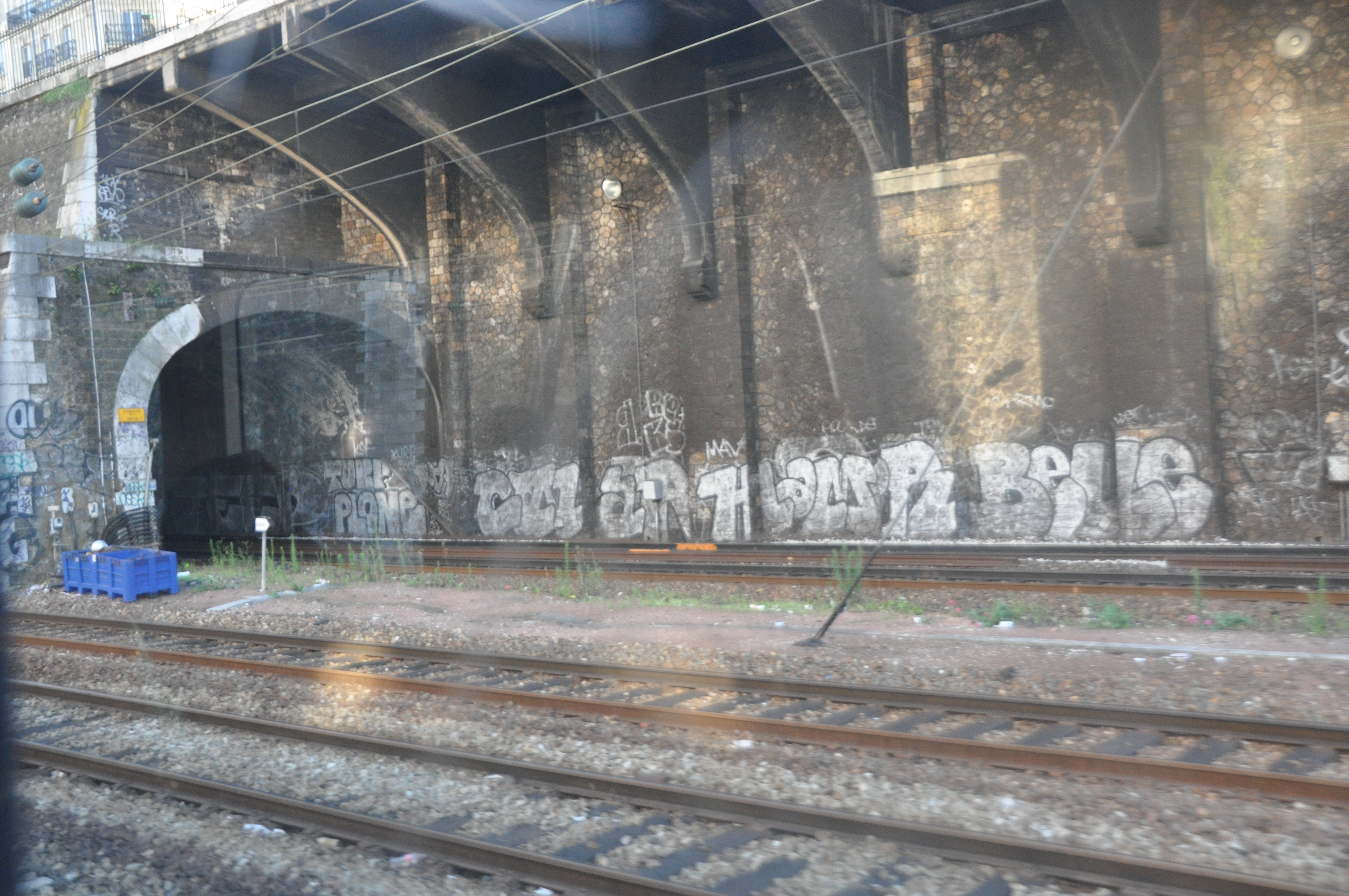
Entrée Nord du tunnel (groupe II). Le trottoir de la rue de Rome est en port à faux au dessus de la voie (côté Pont-Cardinet).